# St. Michael (Schweinbach)

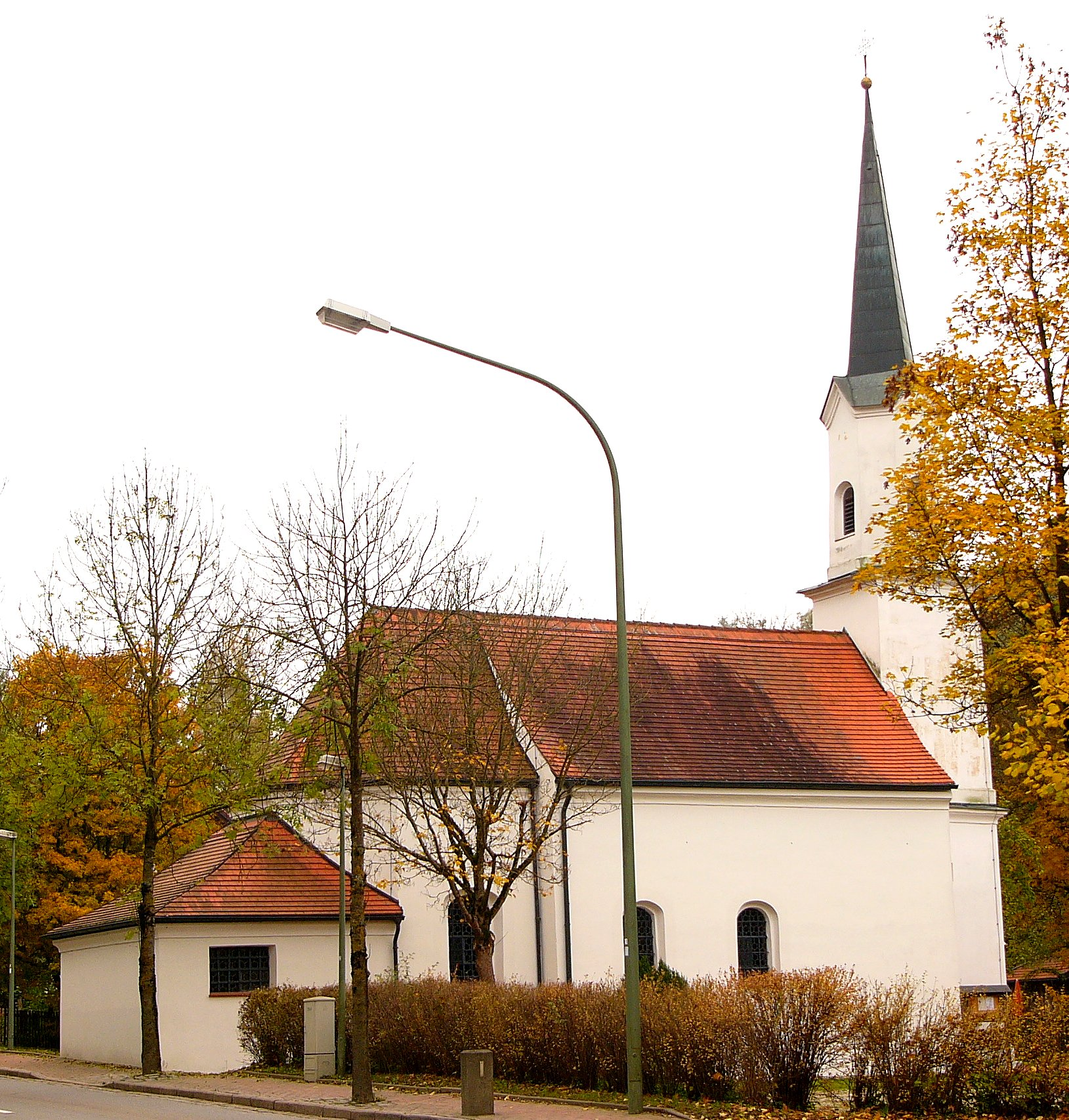
Außenansicht der Filialkirche St. Michael von Norden

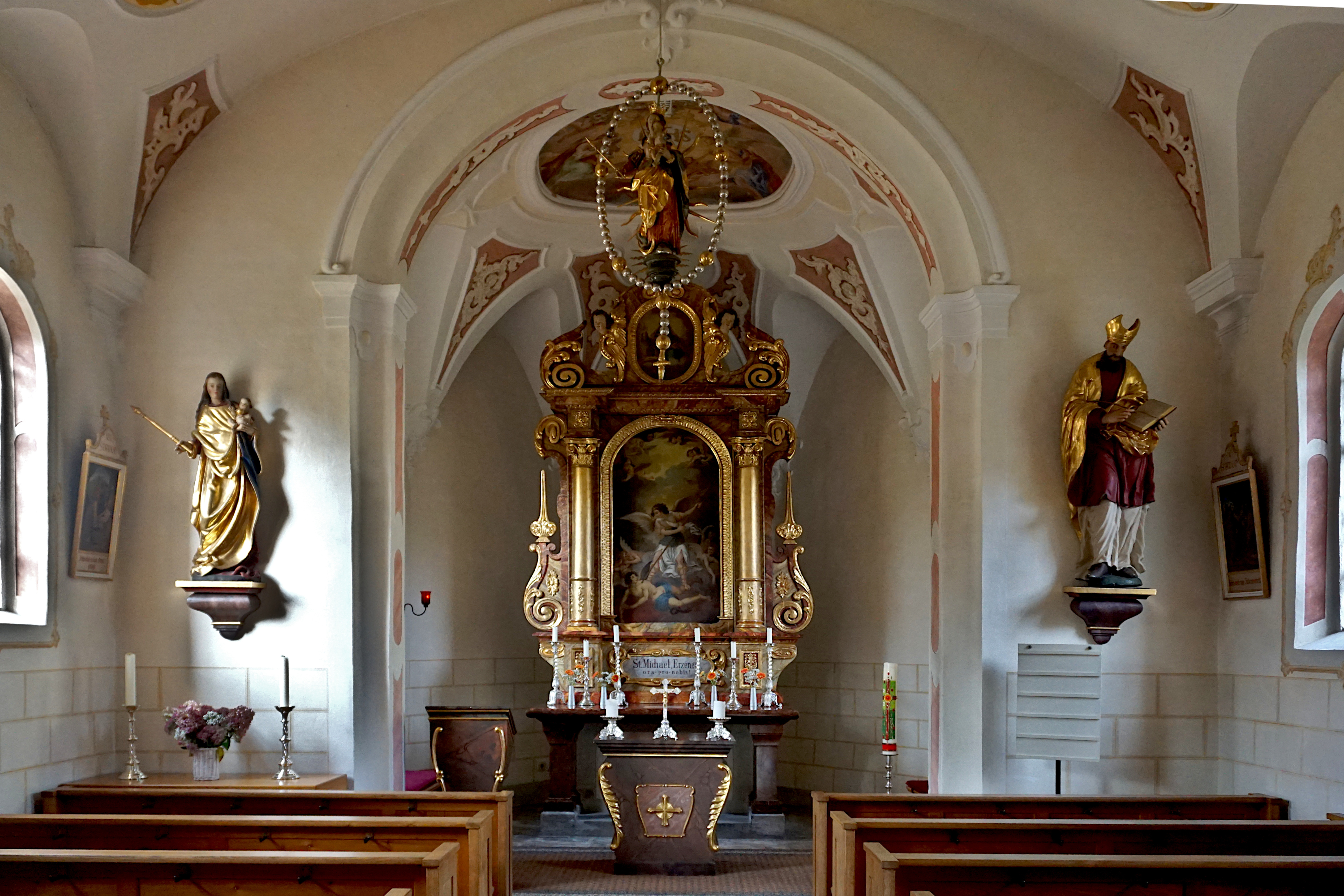
Innenraum der Filialkirche St. Michael

Die römisch-katholische Filialkirche St. Michael in Schweinbach, einem Ortsteil der niederbayerischen Bezirkshauptstadt Landshut, wurde um 1775 im Stil des bäuerlichen Spätbarock erbaut. Eigentlich befindet sich das Landshuter Baudenkmal durch seine Lage östlich des Schweinbaches auf dem Territorium der Pfarrei St. Vinzenz von Paul in Auloh und damit des Bistums Regensburg, doch wurde 1975 die seelsorgliche Zuständigkeit vertraglich an die zum Erzbistum München und Freising gehörende Pfarrei St. Peter und Paul im Osten der Landshuter Kernstadt übertragen.
Der nach Osten ausgerichtete Saalbau ist äußerlich schlicht gehalten und wird im Wesentlichen nur durch die rundbogig abschließenden Fensteröffnungen gegliedert. An den Scheitel des leicht eingezogenen Chores, der in drei Seiten des Sechsecks geschlossen ist, schließt sich die Sakristei an. Auf der gegenüberliegenden befindet sich der ausspringende Westturm, der oberhalb des Dachfirstes – vermittelt durch ein auskragendes Gesims – ins Oktogon übergeht. Die Bekrönung bildet ein Spitzhelm über vier zierlichen Dreiecksgiebeln. Der für den Zeitgeschmack ebenfalls schlicht gehaltene Innenraum mit rund sechzig Sitzplätzen wird von einer Stichkappentonne überwölbt. Im Langhaus befindet sich in einem Stuckrahmen ein Deckengemälde, auf dem Kirchenpatron Michael (Gedenktag: 29. September) dargestellt ist. Das Hauptbild des zierlichen Rokokoaltares zeigt den Kirchenpatron Michael im Kampf gegen Luzifer. Am Chorbogen ist eine Rosenkranzmadonna angebracht.